# Markusplatsen (Skarpnäck)
Markusplatsen är namnet på Svenska kyrkans lokal i Skarpnäck, Skarpnäcks Allé 38, södra Stockholm.
Den hör till Skarpnäcks församling, som har sin expedition i församlingens "huvudkyrka" Markuskyrkan i närbelägna stadsdelen Björkhagen.
Markusplatsen är en före detta restaurang och i den hålls andakter, gudstjänster, öppen förskola, café m.m. Lokalen invigdes den 2 december 2012.